# Видеотрон-центр
«Видеотрон-центр» (фр. Centre Vidéotron) — крытая арена в Квебеке, провинция Квебек, Канада. 
Арена на 18 259 мест заменила «Колизей Пепси» в качестве основного места проведения мероприятий в Квебеке. Арена в основном используется для игры в хоккей, являясь домашней ареной команды «Квебек Ремпартс» из QMJHL, и рассматривалась в качестве места для новой или переехавшей в Квебек команды Национальной хоккейной лиги, а также как часть заявки на проведение Зимних Олимпийских игр. Здание открылось 8 сентября 2015 года. Сейчас это девятнадцатая по величине крытая арена в Северной Америке и третья по величине, не принимающая команду НХЛ.

## Дизайн
По размерам арена сопоставима с «PPG Paints-арена», домашней ареной «Питтсбург Пингвинз», и занимает около 64 000 квадратных метров, что меньше первоначально предложенных 70 000 квадратных метров. Дизайн также похож на «Роджерс Плэйс», домашнюю арену «Эдмонтон Ойлерз». Внутри арены построена телевизионная студия, стоимость которой оценивается в 30-40 миллионов канадских долларов.
Архитектор «Populous» и ведущий дизайнер проекта Курт Амундсен описал арену как «хоккейный» дизайн, отвечающий предпочтениям канадских болельщиков (которые, по словам Амундсена, больше заинтересованы в самой игре, чем в развлечениях на арене), с чашей, которая «настолько крутая и узкая, насколько это возможно», что позволяет зрителям «чувствовать себя как на вершине льда». Угол верхней чаши настолько крутой, что пришлось установить перила на каждом ряду, чтобы соответствовать требованиям местных строительных норм.